# Strawberry Panic!
Strawberry Panic! (japonsky ストロベリー·パニック!, Sutoroberí Panikku!) je japonská série light novel s lesbickou tematikou, jejíž jednotlivé kapitoly vycházely v letech 2003 až 2005 v časopisu Dengeki G's Magazine od společnosti MediaWorks. Autorkou románu je Sakurako Kimino, která později podle románu napsala i krátkou mangu. Podle úspěšné série light novel vznikl i 26dílný anime seriál.

## Místo
Celý příběh se odehrává v dívčí katolické škole St. Miator Girl's Academy. Tato škola se dělí na tři fakulty: Miator, Spica a Le Rim. Dívky tam chodí šest let. Celý areál školy je postaven na velmi velkém kopci zvaném Astraea Hill, kde všude kolem je hustý les. V areálu školy se nacházejí:
- knihovna
- jezero
- „strawberry dorms“ - ubytovna ve tvaru trojúhelníku, přičemž na každé straně jsou ubytovány dívky z různých fakult
- fakulta Miatoru
- fakulta Spicy – blízko je postaven i koňský ranč
- fakulta Le Rimu
- kostel – největší budova v areálu

## Hlavní postavy
Nagisa Aoi
Věk: 15
Dabing: Mai Nakahara
Nagisa je nová studentka, která přišla studovat do dívčí školy. Po příchodu se setká s Šizumou. Je velmi oblíbená a nakonec se do Šizumy zamiluje. Brzy se stane v škole etoile. Studuje čtvrtý ročník a bydlí společně s Tamao.
Šizuma Hanazono
Věk: 17
Dabing: Hitomi Nabatame
Současná etoile, která se na první pohled zamiluje do Nagisy. Už měla jednu takovou lásku, která bylo skoro přesně taková jako Nagisa, ale zemřela. Proto se Šizuma přestala věnovat svým povinnostem etoile. Je v šestém ročníku.
Tamao Suzumi
Věk: 15
Dabing: Ai Šimizu
Spolubydlící Nagisy. Je do ní zamilovaná, ale své city nikdy neprojevila otevřeně.
Mijuki Rokudžó
Věk: 17
Dabing: Džunko Noda
Mijuki je předsedkyní Miatoru a spolubydlící Šizumy. Je energická a často se hádá se Šion, předsedkyní Spicy.
Šion Tómori
Věk: 18
Dabing: Hjósei
Předsedkyně Spicy, stále bojuje proti Miatoru, ale nejvíc chce, aby se etoile staly dvě dívky ze Spicy.
Čikaru Minamoto
Věk: 17
Dabing: Saki Nakadžima
Čikaru je pohledná, pohodová dívka, která je předsedkyní Le Rimu. Umí šít krásné šaty a je skvělá i v divadle.
Čijo Cukidate
Věk: 11–12
Dabing: Čiwa Saitó
Mladá studentka prvního ročníku v Miatoru, která pomáhá Nagise uklízet pokoj.